# Richard Prasquier

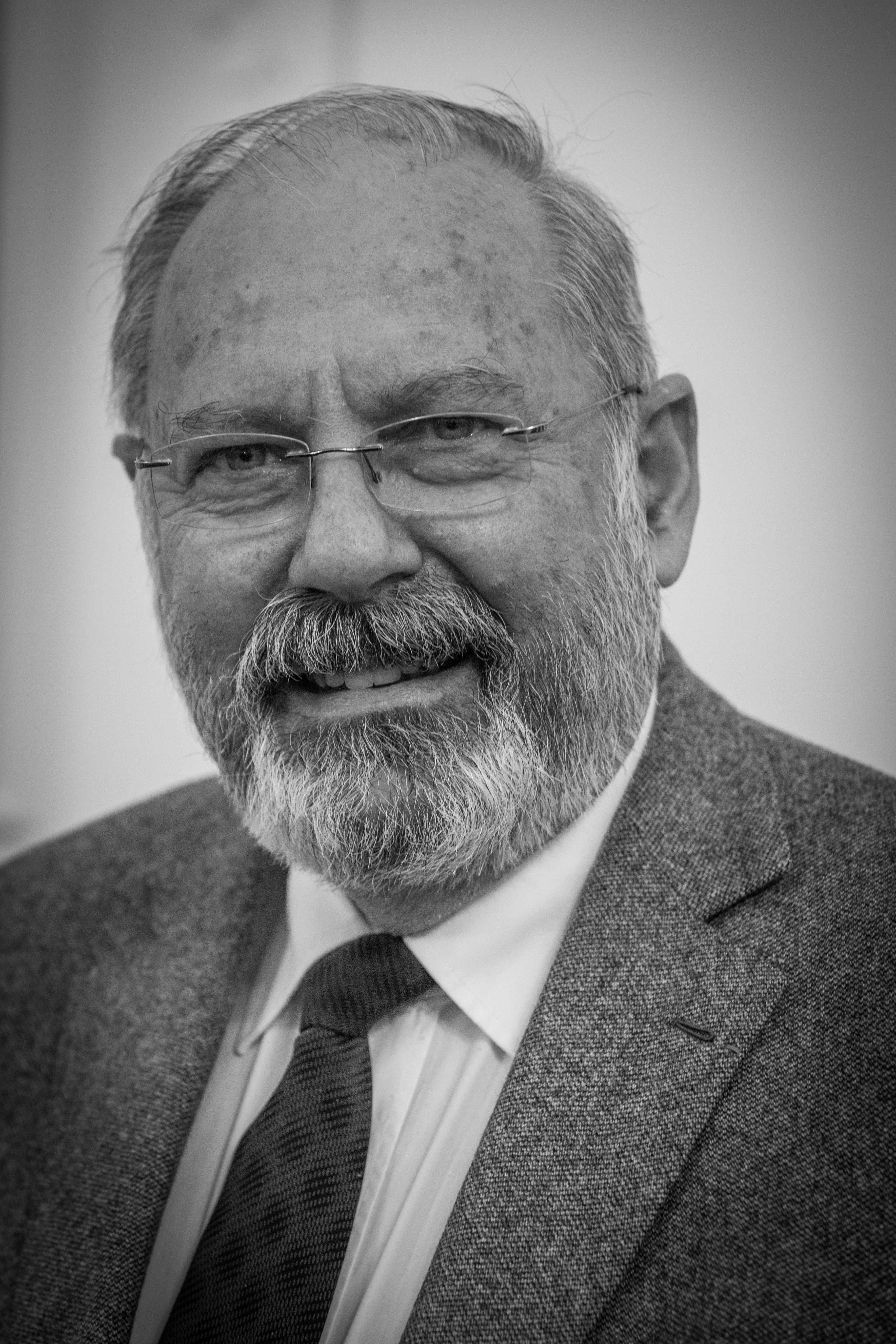
Richard Prasquier im März 2016

Richard Prasquier (* 7. Juli 1945 in Danzig, Polen) ist ein französischer Arzt und war von 2007 bis 2013 Präsident des Zentralrates der Jüdischen Institutionen in Frankreich (Conseil représentatif des institutions juives de France).

## Beruflicher Werdegang
Prasquier wurde als Ryszard Praszkier als Sohn polnischer Überlebender des Holocaust geboren. Seine Eltern trafen nach dem Judenpogrom von Kielce 1946 die Entscheidung, in die USA auszuwandern, ließen sich dann aber in Frankreich nieder.
Nach seinem Schulabschluss am Lycée Charlemagne in Paris studierte Prasquier Medizin und schloss das Studium mit der Promotion ab. Er avancierte zu einem der bekanntesten Kardiologen Frankreichs und wurde Direktor des Paris Beaujon-Krankenhauses. 1989 gründete er gemeinsam mit anderen die Association des Médecins d’Origine Polonaise de France, ein Verein französischer Mediziner polnischer Herkunft.

## Engagement in jüdischen Verbänden
1994 begann Prasquier, im Conseil Représentatif des Institutions Juives de France (CRIF), dem Dachverband jüdischer Gemeinden und Organisationen in Frankreich, tätig zu werden. Zunächst übernahm er die Leitung der CRIF-Verbindungsgruppe zur Katholischen Bischofskonferenz Frankreichs sowie des CRIF-Ausschusses für internationale Beziehungen. Außerdem war er Vorstandsmitglied der Fondation pour la Mémoire de la Shoah der französischen Politikerin und Auschwitz-Überlebenden Simone Veil. 1997 wurde Prasquier zudem zum Vorsitzenden der Französischen Sektion der Freunde von Yad Vashem gewählt.
Im Jahr 2000 kaufte Prasquier dem Eigentümer ein 1955 auf dem Gelände des ehemaligen Nazi-Todeslagers Auschwitz-Birkenau errichtetes Haus für die Summe von US$ 100.000 ab, nachdem Experten herausgefunden hatten, dass sich genau an dieser Stelle eine der Gaskammern des Lagers befunden hatte, das sogenannte Rote Haus. Ein Team des Museums Auschwitz-Birkenau hat seitdem die neu errichteten Gebäude entfernt und das Gelände in eine Gedenkstätte umgewandelt.
2001 wurde Prasquier für seine ehrenamtliche Arbeit zum Mitglied der französischen Ehrenlegion ernannt.
2006 war Prasquier einer derjenigen jüdischen Führer, die Papst Benedikt XVI. bei seinem Besuch im ehemaligen Nazi-Todeslager Auschwitz-Birkenau empfingen.

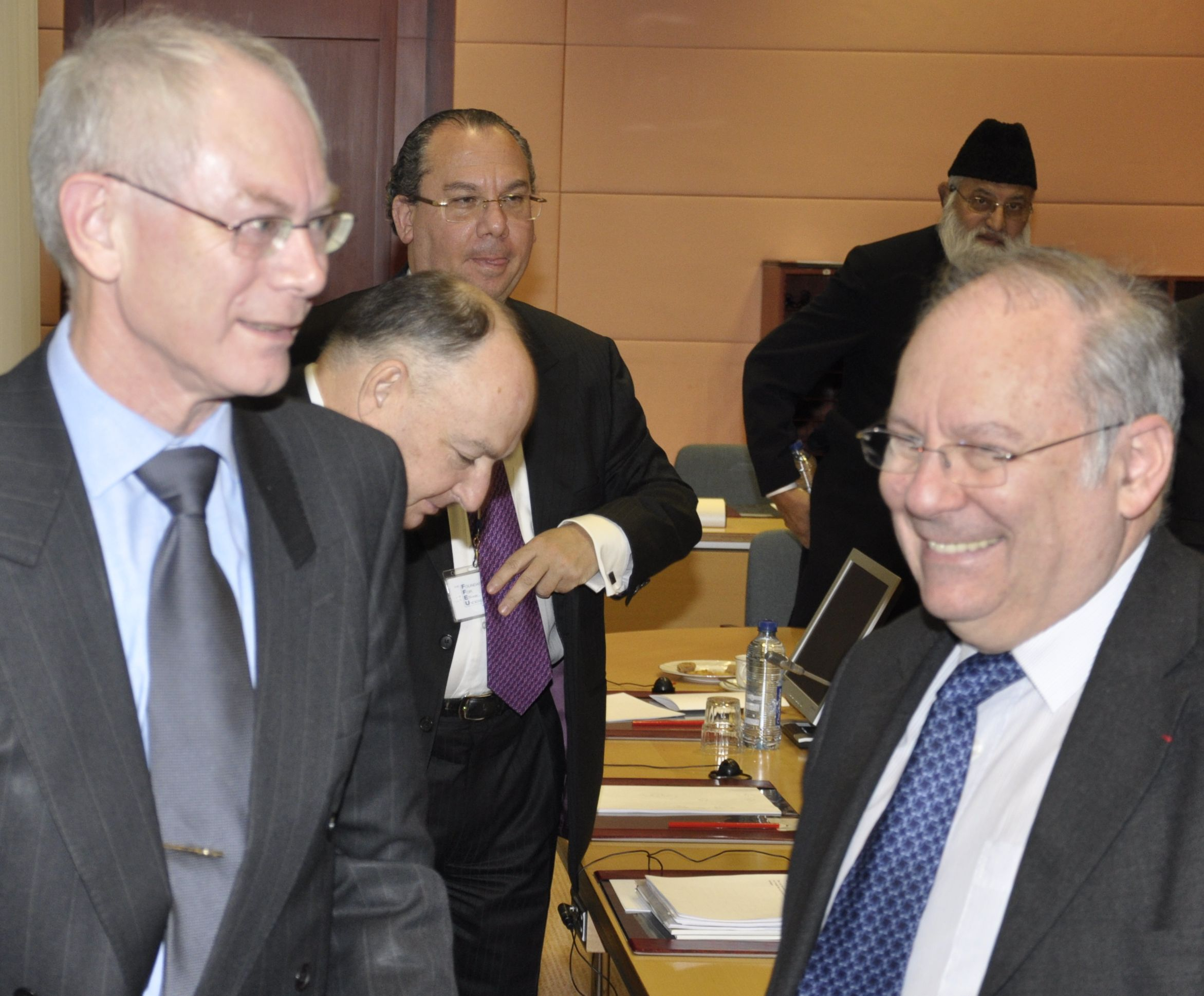
Herman Van Rompuy, Präsident des Europäischen Rates, mit Richard Prasquier nach einem Treffen mit europäischen jüdischen und muslimischen Führern, Brüssel, 6. Dezember 2010

Am 13. Mai 2007 wurde Prasquier schließlich zum Präsidenten des Zentralrats der Jüdischen Institutionen Frankreichs (CRIF) gewählt. Er setzte sich deutlich gegen seine zwei Gegenkandidaten durch und wurde Nachfolger von Roger Cukierman. 2010 wurde er für eine weitere Amtszeit von drei Jahren wiedergewählt. 2013 übergab er das Amt an Roger Cukierman.
Nach seiner Wahl sagte Prasquier, der CRIF sei für ihn das „Hauptquartier des Judentums“ in Frankreich. Dort sei es „möglich, seinen Hoffnungen, Sorgen und Zukunftsplänen Ausdruck zu verleihen“ und „für das Judentum zu kämpfen.“
Prasquier ist verheiratet und hat fünf Kinder.

## Politisches Engagement
Im September 2008 führte Prasquier eine CRIF-Delegation an, die sich anlässlich dessen Frankreich-Besuchs mit Papst Benedikt XVI. traf. „Es war sehr wichtig für uns, dass er trotz seines vollen Terminkalenders Zeit fand, sich mit uns an diesem besonderen Tag zu treffen,“ sagte Prasquier anschließend über den Papst. Er lobte ihn auch für seine deutliche Verurteilung des Antisemitismus.
Einige Monate später aber kritisierte Prasquier den Vatikan für die Aufhebung der Exkommunikation von Richard Williamson und anderer Bischöfe der Pius-Bruderschaft. Williamson hatte in einem in Deutschland geführten Interview mit dem schwedischen Fernsehen den Holocaust geleugnet und die Existenz von Gaskammern angezweifelt. „Die Leugnung der Shoa ist keine Meinung, sondern ein Verbrechen“, wurde Prasquier darauf hinzitiert.
Richard Prasquier ist auch im jüdisch-muslimischen Dialog engagiert, sagt aber, der Einfluss der muslimischen Führer auf ihre Gemeinschaft sei in Frankreich sehr begrenzt. In einem Interview mit der Zeitung Le Figaro warnte er im Oktober 2012 vor Nachgiebigkeit im Umgang mit muslimischen Extremisten. Frankreich müsse begreifen, welche Gefahr vom radikalen Islamismus ausgehe, so Prasquier. „Der radikale Islamismus setzt seine Feinde mit Tieren gleich […] – genauso, wie die Nazis früher Juden auf eine Stufe stellten mit Bakterien, Ratten, Tieren,“ sagte Prasquier. Laut der New York Times sagte der CRIF-Präsident im französischen Radio France Info: „Wir müssen die Gefahr realisieren, welche von dieser Ideologie ausgeht. Ich sage, dass der radikale Islamismus das gleiche ist wie die Nazi-Ideologie.“
Prasquier ergriff wiederholt Partei für Israel. Während der israelischen Militäraktion im Gaza-Streifen im Winter 2008/09 sagte er bei einer Solidaritätskundgebung in Paris: „Meine Position richtet sich nicht gegen die Palästinenser, obwohl ich hier meine Solidarität mit Israel zeigen will. Sie richtet sich vielmehr gegen die Hamas, die ein Hindernis für den Friedensprozess ist und mit der keine Verhandlungen möglich sind.“
Richard Prasquier nahm auch oft Stellung gegen die rechtsextreme Partei Front National, die früher von Jean-Marie Le Pen und seit 2011 von dessen Tochter Marine Le Pen geleitet wird. Der CRIF-Präsident kritisierte u. a. scharf den Vorschlag Marine Le Pens, religiöse Kopfbedeckungen wie die jüdische Kippa in Frankreich zu verbieten, und sagte, dies zeige, dass es im Land „nicht nur religiöse, sondern auch säkulare Fanatiker“ gebe.
Im Oktober 2012 warnte Prasquier in einem Interview mit der deutschen Wochenzeitung Jüdische Allgemeine vor einem Anwachsen des Antisemitismus in Frankreich. Unmittelbar nach dem Mord an jüdischen Schülern in Toulouse im März 2012 seien besonders viele antijüdische Vorfälle registriert worden, so Prasquier. „Das heißt: Ein schrecklicher Angriff, bei dem Kinder ermordet wurden, wirkte als Vorbild. Das ist beunruhigend, denn es zeigt, dass manche in dem Mörder einen Helden sehen, dem sie nacheifern,“ sagte er.